# Zygmunt Pawlaczyk
Zygmunt Pawlaczyk (ur. 19 kwietnia 1928 w Skalmierzycach, zm. 9 maja 1987 w Warszawie) – pilot wojskowy od 1951 r., od 1955 r. pilot Polskich Linii Lotniczych LOT (PLL LOT), ofiara katastrofy lotniczej w Lesie Kabackim.
Był pilotem i dowódcą załogi samolotu pasażerskiego Ił-62M SP-LBG „Tadeusz Kościuszko” PLL LOT w locie nr LO 5055, podczas którego - w trakcie podchodzenia do awaryjnego lądowania - nastąpiła największa katastrofa w historii polskiego lotnictwa.

## Życiorys

### Młodość
Do 1949 r. mieszkał wraz z rodzicami w Jarocinie. W czasie okupacji w 1942 r. został przymusowo skierowany do pracy w fabryce mebli „Thönet” w Jarocinie. Po wojnie wraz z kolegami brał udział w akcji znoszenia broni z wojskowych transportów niemieckich. W okresie późniejszym nadal pracował w fabryce mebli, a wieczorowo ukończył szkołę podstawową i trzyletnią zawodową w Jarocinie. W czasie wolnym wspólnie z kolegami organizował odczyty, pogadanki, zawody sportowe i amatorskie przedstawienia.

### Służba wojskowa i kariera pilota
W 1949 r. został powołany do służby wojskowej we Wrocławiu, a następnie oddelegowany do szkoły samochodowej w Warszawie, którą ukończył w 1951 r. z pierwszą lokatą. Następnie został skierowany do Jeleniej Góry, gdzie pełnił służbę jako kierowca w sztabie jednostki. Stamtąd został skierowany na kurs pilota wojskowego, który ukończył z wynikiem bardzo dobrym. Na początku lat 50. XX wieku uzyskał uprawnienia na dwupłatowe samoloty Po-2. W 1955 r. podjął pracę w PLL LOT, a po ukończeniu kolejnego kursu został pilotem cywilnym. Brał udział w akcji opylania lasów w Bułgarii w 1956 r., za co otrzymał odznakę Przodownika Pracy.
Szczeble uprawnień lotniczych:
- 1956 – licencja pilota sportowego na wszystkie samoloty wielosilnikowe
- 1957 – uprawnienia na samoloty serii Li-2
- 1958 – uprawnienia na samoloty serii Ił-14
- 1960 – licencja nawigatora lotniczego I klasy i mechanika pokładowego
- 1963 – uprawnienia do dowodzenia samolotem Ił-14 i uprawnienia radiotelegrafisty w służbie lotniczej
- 1966 – uprawnienia na samoloty serii Ił-18
- 1975 – uprawnienia na samoloty serii Ił-62
- 1978 – uprawnienia do dowodzenia samolotem Ił-62

Wylatał ogółem 19 745 godzin, w tym na samolotach Ił-62 5542 godziny, jako dowódca samolotu Ił-62 i Ił-62M od 11 maja 1978 wylatał 3725 godzin. W powietrzu pokonał ponad 10 mln km.

### Katastrofa lotnicza

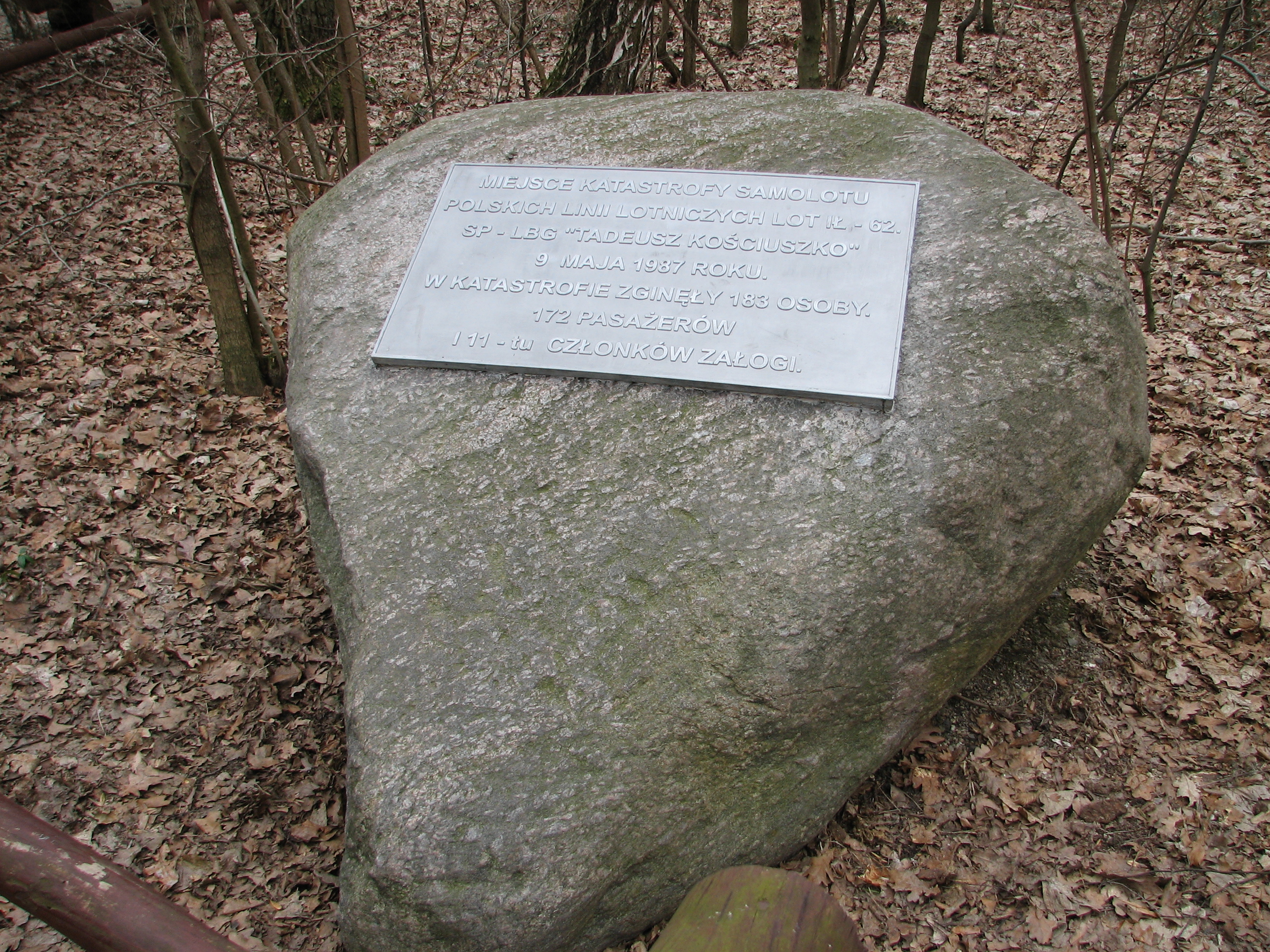
Głaz upamiętniający katastrofę samolotu Ił-62M SP-LBG Tadeusz Kościuszko

Kapitan Pawlaczyk był dowódcą załogi samolotu „Tadeusz Kościuszko”, który rozbił się podczas katastrofy w Lesie Kabackim 9 maja 1987. Komisja badająca przyczyny katastrofy oceniła, że pomimo skrajnie skomplikowanej sytuacji w jakiej znajdowała się załoga samolotu jej działanie było racjonalne i nakierowane na ratowanie życia pasażerów, a decyzje podejmowane przez Zygmunta Pawlaczyka w warunkach ekstremalnie trudnych były prawidłowe i nie miały związku przyczynowego z zaistniałą katastrofą. Kapitan Pawlaczyk poniósł śmierć w tej katastrofie.
Ostatnie zarejestrowane słowa - przypisywane kapitanowi Pawlaczykowi - „Cześć, giniemy” stały się symbolem tej katastrofy. Słowa te są również tytułem książki Jarosława Reszki Cześć, giniemy!, traktującej o największych katastrofach w Polsce w XX wieku. Imieniem kapitana Zygmunta Pawlaczyka nazwana jest ulica oraz skwer na warszawskim Ursynowie (Natolin).
Pozostawił żonę Alinę i syna Jacka, który był pracownikiem PLL LOT. Na Cmentarzu Wojskowym na Powązkach w Warszawie znajduje się symboliczna mogiła Zygmunta Pawlaczyka, który faktycznie został pochowany w grobie rodzinnym na Starych Powązkach (kwatera 251-6-5).

## Nagrody i odznaczenia
- Krzyż Oficerski Orderu Odrodzenia Polski (pośmiertnie)
- Odznaka I Stopnia z Trzema Diamentami Zasłużony Pracownik PLL LOT[12] (pośmiertnie)